# ATP Volvo International 1996
Il Volvo International 1996   è stato un torneo di tennis giocato sul cemento. È stata la 24ª edizione del Volvo International, che fa parte della categoria Championship Series nell'ambito dell'ATP Tour 1996. Si è giocato al Cullman-Heyman Tennis Center di New Haven (Connecticut) negli Stati Uniti, dal 12 al 19 agosto 1996.

## Campioni

### Singolare
Alex O'Brien ha battuto in finale  Jan Siemerink con il punteggio di 7–6(6), 6–4.

### Doppio
Byron Black /  Grant Connell hanno battuto in finale  Jonas Björkman /  Nicklas Kulti con il punteggio di 6–4, 6–2.